# Zombie (Maître Gims)
Zombie is een nummer van de Franse rapper Maître Gims uit 2014. Het is de negende single van zijn eerste soloalbum Subliminal.
Het nummer haalde in Frankrijk de 3e positie in de hitlijsten. In tegenstelling tot zijn vorige hit "J'me tire" werd "Zombie" in het Nederlandse taalgebied geen grote hit. In Nederland bleef het steken op een 14e positie in de Tipparade, en in Vlaanderen op een 39e positie in de Tipparade.